# Елија Пулхерија
Елија Пулхерија (лат. Aelia Pulcheria, рођ. 19. јануара 399. — умрла 18. фебруара 453. године) била је ћерка источноримског (византијског) цара Аркадија, сестра Теодосија II и супруга Маркијана. Носила је титулу августе од 414. све до своје смрти и деценијама је била једна од најутицајнијих особа на цариградском двору. Нарочито је била упорна у подршци православљу и иницирала је васељенске саборе у Ефесу 431. и Халкедону 451. године. Због тога се данас поштује као светица и у Православној и у Римокатоличкој цркви.

## Порекло и младост
Елија Пулхерија је рођена 19. јануара 399. као друга ћерка и друго дете источноримског цара Аркадија и његове супруге Елије Еудоксије, ћерке римског војсковође франачког порекла Баутона. Пулхерија је већ имала старију сестру Флацилу (рођ. 397), а касније је добила и сестре Аркадију (400) и Марину (403) и брата Теодосија (401), будућег цара. Име је добила по Аркадијевој сестри, ћерки Теодосија I и његове друге супруге Флациле, која је преминула као девојчица. Царица-мајка Еудоксија је преминула услед последица побачаја 6. октобра 404. године, а брига о њеном и Аркадијевом потомству поверена је евнуху Антиоху. Евнух је убрзо именован за великог коморника (praepositus sacri cubiculi) и важио је за једног од најутицајнијих дворана. Он је организовао основно образовање за цареву децу које је обухватало часове и грчког и латинског језика и књижевности. Пулхерија је након Флацилине смрти постала најстарија међу Аркадијевом децом, али су убрзо све четворо остали сирочићи када је и цар преминуо 1. маја 408. године у време када је имео тридесетак година. Срећом, Теодосијева династија је имала одане и способне слуге у лику преторијанског префекта Антемија и евнуха Антиоха и мали Теодосије II је наследио престо без потреса.

## Августа Пулхерија
Пулхерија је већ 412. године постала водећи члан царске породице када је на њено инсистирање лојални Антиох отпуштен из службе. По речима историчара цркве, савременика догађаја, Созомена, Пулхерија је постала царев заштитник (грч: επιτροπος).

## Света Пулхерија
Пулхерија, ћерка цара Аркадија, заветовала се остати довека у девству, и у знак тога завета саградила у саборној цркви часну трпезу од злата и драгог камења. 

Велика ревнитељка вере православне. Њеним настојањем сазван Трећи васељенски сабор у Ефесу, који осуди Несторијеву јерес и Четврти васељенски сабор у Халкедону, који осуди учење александријског патријарха Диоскора и цариградског архимандрита Евтихија. 

Саградила знамениту цркву Свете Богородице у Влахерни, у Цариграду. 

По смрти Теодосијевој венчала се са Маркијаном, изабраним царем, но живела с њим као са братом. 

Пронашла мошти 40 мученика севастијских.
Православна црква помиње царицу Пулхерију 10. септембра по јулијанском календару.